# 費爾韋 (堪薩斯州)
費爾韋（英語：Fairway）是一個位於美國堪薩斯州約翰遜縣的城市。

## 地方資料
根據2020年美國人口普查的數據，費爾韋的面積為2.92平方千米，當中陸地面積為2.92平方千米，而水域面積為0.00平方千米。當地共有人口4170人，而人口密度為每平方千米1,428.08人。